# رون برادلي (مدرب كرة سلة)
رون برادلي (بالإنجليزية: Ron Bradley)‏ هو مدرب كرة سلة أمريكي، ولد في 9 فبراير 1951 في سبرينغفيلد في الولايات المتحدة.